# L'uomo dalla croce
L'uomo dalla croce is een Italiaanse dramafilm uit 1943 onder regie van Roberto Rossellini.

## Verhaal
In de zomer van 1942 zijn Italiaanse troepen aan het vechten tegen de Sovjets in Oekraïne. Een aalmoezenier blijft achter bij een gewonde Italiaanse soldaat, hoewel hij daardoor vrijwel zeker zal worden gevangengenomen door de vijand.

## Rolverdeling
- Alberto Tavazzi: Aalmoezenier
- Roswita Schmidt: Irina
- Attilio Dottesio: Gewonde tanksoldaat
- Doris Hild: Russische boerin
- Zoia Weneda: Russische boerin
- Antonio Marietti: Sergej
- Piero Pastore: Bejrov
- Aldo Capacci: Student-soldaat
- Franco Castellani: Gewonde Russische soldaat
- Gualtiero Isnenghi: Gewonde antibolsjewiek
- Antonio Suriano: Napolitaanse soldaat
- Marcello Tanzi: Diego